# Mein MMO
Mein MMO ist ein deutschsprachiges Online-Magazin zu den Themen Mehrspieler– und Onlinespiele. Laut Arbeitsgemeinschaft Online Forschung gehört die Website zu den reichweitenstärksten Spieleportalen in Deutschland.
Die Berichterstattung umfasst Guides, News, Interviews, Videos, Hintergrundberichte, Ausblicke, Kommentare, Reviews und Analysen, insbesondere über Onlinespiele und Gamingkultur.

## Geschichte
Mein MMO wurde 2013 von Dawid Hallmann gegründet. 2016 übernahm Webedia das Portal. Zu diesem Zeitpunkt erreichte die Seite über zwei Millionen Abrufe im Monat. Im Jahr 2021 trat Leya Jankowski als Chefredakteurin der siebenköpfigen Redaktion die Nachfolge Hallmanns an. Jankowski war zuvor ab 2016 als freie Autorin und Brand-Managerin für das Magazin tätig. 2020 beschäftigte Mein MMO neun festangestellte und 13 freie Mitarbeiter. Für die E3 2021 war Mein MMO zusammen mit GamePro und GameStar offizieller deutschsprachiger Medienpartner.